# نادي بورتوغيزا
نادي بورتوغيزا (بالإسبانية: Portuguesa Fútbol Club)‏ هو نادي كرة قدم فنزيلي تأسس سنة 1972.

## التاريخ
تأسس النادي في 10 أبريل 1972، في أكاريغوا في الجزء الشمالي من ولاية بورتوغيزا.